# Live at the Kremlin
Цykkepo - Live at the Kremlin è il primo album live del cantante italiano Zucchero Fornaciari pubblicato il 4 novembre 1991 dall'etichetta Polydor.

## Il disco
Nonostante non fosse inizialmente previsto, il cofanetto, contenente un doppio album live e una VHS,  rappresenta di fatto il primo progetto live dell'artista emiliano, a testimonianza dell'Oro, Incenso e Birra Tour e dell'album omonimo Oro, incenso e birra, culminato nella doppia tappa al Cremlino a Mosca, nel salone del Palazzo dei Congressi. Il secondo concerto del 9 dicembre 1990 fu trasmesso in diretta mondovisione da Raidue alle 16:30, pubblicato in VHS il 4 novembre 1991 (contemporaneamente con la versione audio), e nel 2005 riedito in DVD. La registrazione del concerto fu effettuata e mixata da Maurizio Maggi e mantenuta integrale senza nessun rifacimento o correzione tecnica successiva.
Nella versione home video non compaiono Come il sole all'improvviso, Pippo e la conclusiva Libera l'amore, presenti invece in quella audio.

## Il concerto
Come raccontato nell'autobiografia Il suono della domenica - Il romanzo della mia vita, Zucchero eseguì lo spettacolo in preda a un forte attacco di panico. Nonostante ciò, il concerto, organizzato da Michail Gorbačëv e il primo di un artista occidentale in Unione Sovietica dopo la caduta del muro di Berlino, fu ben riuscito e trasmesso in diretta durante un collegamento con Domenica in condotto da Raffaella Carrà. Tra gli ospiti sul palco si alternarono: Randy Crawford, che duettò con Zucchero in Come il sole all'improvviso (in un'inedita versione in lingua inglese) e in Imagine di John Lennon, un tributo al suo celebre autore nel decennale della morte, Toni Childs, con la quale Zucchero si esibì in Many Rivers to Cross, e Jurij Kasparjan (chitarrista dei Kino, storica rock band sovietica) che accompagnò il concerto con la sua chitarra insieme ad Andrea Braido. Occorre menzionare infine il contributo della vocalist Lisa Hunt, che accompagnò le canzoni con i suoi vocalizzi soul e si mise in luce soprattutto nell'esecuzione di Madre dolcissima. Se durante il concerto non ci furono applausi, come da consuetudine sovietica, al termine il pubblico applaudì con una standing ovation di 20 minuti.
Nel novembre 1991 e poi nell'anno successivo, Zucchero pubblicò, come singolo promozionale per l'uscita dell'album, l'inedito di studio Anytime, scritto dal cantante emiliano per celebrare l'evento di quasi un anno prima. Fornaciari, in occasione della conferenza stampa internazionale di presentazione del disco, tornò a Mosca, dove venne anche realizzato per la rete di stato sovietica uno speciale televisivo, all'interno del quale figurano un'intervista al cantante e una ripresa registrata mentre questi esegue il brano, da solo alla voce e alla chitarra, sul palcoscenico del Teatro Bol'šoj.

## Tracce

### CD
CD1
1. Overdose (d'amore) – 5:40
2. Nice (Nietzsche) che dice – 3:24
3. Il mare impetuoso al tramonto salì sulla luna e dietro una tendina di stelle... – 4:00
4. Iruben Me – 7:06
5. Diamante – 6:02
6. Con le mani – 4:55
7. Diavolo in me – 4:05
8. Imagine (feat. Randy Crawford) – 5:03 (John Lennon)

CD 2
1. Senza una donna – 4:47
2. Many Rivers to Cross (feat. Toni Childs) – 3:54 (Jimmy Cliff)
3. Solo una sana e consapevole libidine salva il giovane dallo stress e dall'Azione Cattolica – 7:08
4. Madre dolcissima – 10:08
5. Come il sole all'improvviso (feat. Randy Crawford) – 5:18
6. Anytime – 4:10 (testo: F. Musker – musica: Zucchero) – inedito
7. Pippo – 6:50
8. Hai scelto me – 4:28
9. Libera l'amore – 2:35

### VHS/DVD
1. Overdose (d'amore)
2. Nice (Nietzsche) che dice
3. Il mare impetuoso al tramonto salì sulla luna e dietro una tendina di stelle...
4. Iruben Me
5. Diamante
6. Con le mani
7. Diavolo in me
8. Imagine (feat. Randy Crawford)
9. Senza una donna
10. Many Rivers to Cross (feat. Toni Childs)
11. Solo una sana e consapevole libidine salva il giovane dallo stress e dall'Azione Cattolica
12. Madre dolcissima
13. Anytime
14. Hai scelto me

## I video musicali
- Anytime, su YouTube.
- Nice (Nietzsche) che dice (Live at the Kremlin), su YouTube.
- Iruben Me (Live at the Kremlin), su YouTube.
- Imagine (Live at the Kremlin, ft. Randy Crawford), su YouTube.
- Madre dolcissima (Live at the Kremlin), su YouTube.
- Live at the Kremlin Story, su YouTube.

## Formazione
Per i due concerti del Cremlino, così come per gli altri concerti dell'Oro, Incenso e Birra Tour, Zucchero volle il chitarrista di Vasco Rossi dell'epoca: Andrea Braido. Il rocker di Zocca non digerì l'atto di Braido, ed anni più tardi, nonostante l'amicizia tra Vasco stesso e Zucchero, dichiarò:
(Vasco Rossi, sito ufficiale)
- Zucchero - voce, chitarra
- Andrea Braido - chitarra elettrica
- Polo Jones - basso elettrico
- David Sancious - tastiera
- Luciano Luisi - tastiera
- James Thompson - sassofono
- Eric Daniel - sassofono
- Mike Applebaum - tromba
- Lele Melotti - batteria
- Lisa Hunt - cori
- Marcia Cooper - cori
- April Randall - cori
- Maurizio Maggi - sound engineer
- Marco Brunetti - Technical engineer
- Stefano De Maio - Assistant

## Ospiti
- Randy Crawford - voce
- Toni Childs - voce
- Jurij Kasparjan - chitarra elettrica
- Vivaldi Orchestra Moscow (diretta da Peppe Vessicchio).

## Classifiche
| Classifica (1991) | Posizione massima |
| ----------------- | ----------------- |
| Italia            | 7                 |
| Svizzera          | 28                |
| Danimarca         | ND                |
| Europa            | 52                |

### Classifiche settimanali DVD
| Classifica (2005) | Posizione massima |
| ----------------- | ----------------- |
| Italia            | 9                 |
| Paesi Bassi       | 14                |

### Classifiche di fine anno
| Classifica (1991) | Posizione |
| ----------------- | --------- |
| Italia            | 26        |